# MAU - Museo di Arte Urbana
Il MAU - Museo di Arte Urbana è un insieme di opere murarie ed altre installazioni artistiche distribuite fra le vie del Campidoglio, uno dei quartieri più antichi di Torino, a partire dall'anno 1995 e con contributi successivi nel tempo .

## Opere
Vengono realizzate tra l’estate del 1995 e quella del 1996, le prime 11 opere. Dal 1995 ad oggi sono state prodotte 137 opere murarie ed ambientali all’interno del Borgo Vecchio, alle quali si sono affiancate, dal maggio 2001, altre 35 nuove installazioni costituenti la “Galleria Campidoglio” per un totale di 172, realizzate da 104 artisti. Tra i vari dipinti murali eseguiti si segnalano le opere di Fathi Hassan, Salvatore Astore, Enrico De Paris, Theo Gallino, Vittorio Valente, Andrea Massaioli, Bruno Sacchetto, Gianluca Nibbi, Pasquale Filannino, Antonio Carena, Amar, Monica Carocci e Gianni Gianasso, Enzo Bersezio, Sarah Bowyer, Lucia Capriolio, Mercurio, Maria Antonietta Onida, Giorgio Ramella, Elisabetta Viarengo Miniotti.

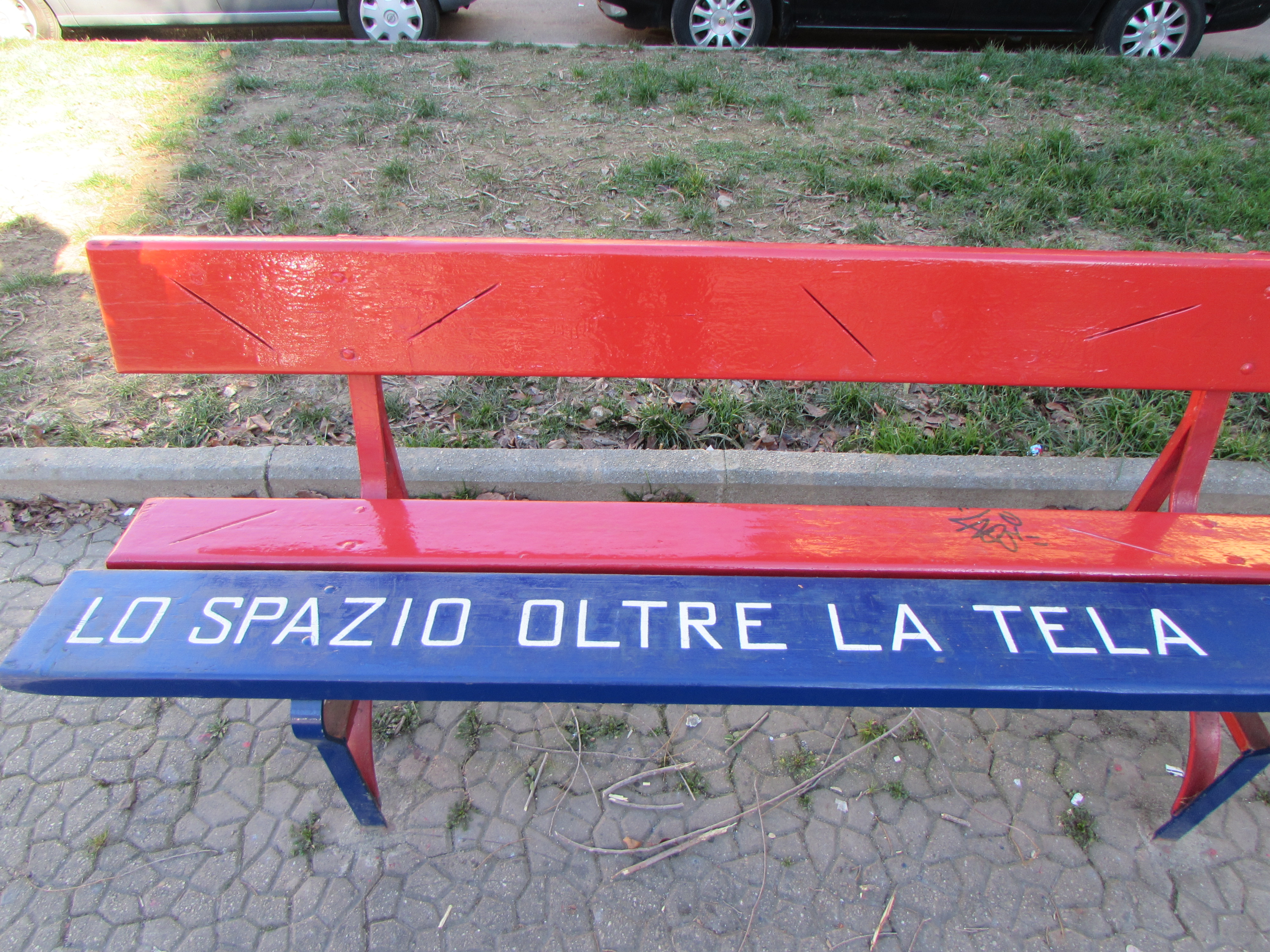
Panchina in Piazza Moncenisio

Le panchine dei giardini di piazza Moncenisio sono state dipinte nel corso del 2010 dall'artista torinese Vito Navolio che ha reso omaggio a dieci grandi maestri dell'arte contemporanea: Andy Warhol, Piet Mondrian, Hans Hartung, Fathi Hassan, Jackson Pollock, Joan Mirò, Niki De Saint Phalle, Roy Lichtenstein, Keith Haring, Pablo Picasso, Fortunato Depero.